# مستشفى جامعة الأقصر
مستشفى الأقصر الجامعي هي مستشفى تابعة لجامعة الأقصر وتقع في مدينة طيبة الجديدة، الأقصر، مصر.

## النشأة
وقع رئيس جامعة الأقصر، ونائب رئيس هيئة المجتمعات العمرانية، عقد تخصيص قطعة أرض بمساحة 7.5 فدان بمركز خدمات مدينة طيبة الجديدة والمخصصة بنظام نقل الأصول لصالح جامعة الأقصر، لإقامة مستشفيات الأقصر الجامعية.
مشروع مستشفى الأقصر الجامعي يجري إنشائه على مساحة 10 آلاف متر بسعة 300 سرير. يتم تجهيز المستشفى الجامعي بها لتكون مستشفى خضراء صديقة للبيئة؛ وذلك في إطار توجيهات القيادة السياسية لدعم ملف الاستدامة الخضراء لكافة مشروعات الدولة.